# Qilin (socken i Kina, Sichuan)
Qilin (kinesiska: 麒麟苗族乡, 麒麟) är en socken i Kina. Den ligger i provinsen Sichuan, i den sydvästra delen av landet, omkring 290 kilometer söder om provinshuvudstaden Chengdu. Antalet invånare är 24 132. Befolkningen består av 11 569 kvinnor och 12 563 män. Barn under 15 år utgör 26,0 %, vuxna 15-64 år 62 %, och äldre över 65 år 10,0 %.
Genomsnittlig årsnederbörd är 1 332 millimeter. Den regnigaste månaden är september, med i genomsnitt 230 mm nederbörd, och den torraste är december, med 25 mm nederbörd.